# Ausone
 (mai 2019).
Si vous disposez d'ouvrages ou d'articles de référence ou si vous connaissez des sites web de qualité traitant du thème abordé ici, merci de compléter l'article en donnant les références utiles à sa vérifiabilité et en les liant à la section « Notes et références ».
Pour les articles homonymes, voir Ausone (homonymie).
Œuvres principales
- De Mosella
- Parentalia

Ausone (Ausonius), de son nom complet Decimus Magnus Ausonius, né en 309/310 à Bazas ou à Bordeaux, mort vers 394/395 dans une villa située entre Langon et La Réole, est un homme politique, homme de lettres et pédagogue gallo-romain de la période du Bas-Empire, proche de l'empereur Gratien ; il fut notamment préfet du prétoire des Gaules en 378.
Poète de langue latine, ce lettré de l'empire d'Occident est l'auteur d'une vingtaine d'ouvrages.

## Biographie

### Famille
Il est le fils de Jules Ausone (Julius Ausonius, 287-377, médecin, préfet du prétoire d'Illyrie, puis archiatre de Valentinien Ier) et d'Æmilia Æona, tous deux membres de familles de propriétaires fonciers du Sud-Ouest de la Gaule.
Il épouse Attusa Lucana Sabina, fille du sénateur Attusius Lucanacus Talisius[réf. nécessaire]. Il a un fils, Hesperius.
Il hérite de ses parents une fortune constituée d'une dizaine de petits domaines répartis dans la vallée de la Garonne entre Bordeaux (Burdigala), Bazas (Cossium) et Marmande.

### Études et carrière professorale
Il fait ses études d'abord à Bordeaux (Burdigala), puis à Toulouse (Tolosa) sous la direction de son grand-oncle paternel Æmilius Magnus Arborius, né dans la province de Lyonnaise et cultivant des origines éduennes, avocat et précepteur de la famille impériale qui réside alors dans cette ville. Revenu à Bordeaux, Ausone pratique le droit quelque temps, puis se tourne vers une carrière d'enseignement de la grammaire, puis de la rhétorique. Il a eu pour élève Paulin de Nole (353-431) avec qui il a entretenu sa vie durant une longue correspondance. Ausone, parlant des professeurs, nous apprend qu'il y avait à Bordeaux des philologues, des grammairiens et des rhéteurs, enseignant en latin et en grec.

### Carrière politique
Ausone connaît une carrière tardive. Il approche de sa cinquante-cinquième année, lorsqu'en 364 l'empereur Valentinien Ier l'appelle pour prendre la place de précepteur auprès de son fils Gratien, âgé de cinq ans. Trois ans plus tard, celui-ci est élevé au rang d'Auguste. Ausone jouit du titre de comites, c'est-à-dire comtes du palais. En 368, le vieux fonctionnaire reçoit pour butin une très jeune esclave alamane, peut-être une fillette, Bissula, à laquelle il adressera plusieurs poèmes d'amour.
Ausone devient questeur du palais en 374 et le restera jusqu'en 378. En 375, Valentinien meurt et son fils prend seul en charge les affaires impériales. Ausone obtient des charges élevées dans l'administration civile, préfet du prétoire des Gaules en 377/378, consul en 379, puis proconsul d'Asie. Le déplacement de la capitale impériale de Trèves à Milan en 381 sonne le glas de la courte carrière du puissant conseiller impérial.

### Les dernières années
Le vieux conseiller se retire de la cour de Milan à la mort de Gratien en 383 et revient à Bordeaux, partageant sa vie entre ses amis, la poésie et les plaisirs champêtres : c'est là qu'il compose ou met en forme ses derniers ouvrages.
Sa tombe se trouverait dans l'ermitage de Mortagne-sur-Gironde.[réf. nécessaire]

## Son œuvre
« Deformis uxor cui sit ancilla elegans.
Uxorem habere subigere ancillam velit.

À hideuse épouse, servante accorte.
L'épouse, on veut la garder, la servante, la forcer. »

— Scrupules d'un Ausone adultère songeant sans doute à Bissula
.

### Vue d'ensemble
Auteur d'épigrammes, des idylles, des églogues et des épîtres, ses vers célèbrent souvent la table et surtout, le vin, le vin de Bordeaux dont le château Ausone prendra le nom, mais aussi les vins de Moselle et les vins d'Italie. Son chef-d'œuvre est La Moselle, description en 483 hexamètres d'un voyage de Bingen à Trèves. Ses morceaux les plus estimés sont les Parentales, les Roses, la Moselle et le Crucifiement de l'Amour.
C'est dans l'ode à la Moselle de ce pêcheur accompli qu'apparaîtrait pour la première fois[réf. nécessaire], parmi force précisions halieutiques et ichtyologiques, le nom latin (salar) de la truite[réf. nécessaire] :
- « purpureisque salar stellatus tergora guttis » (« la truite a le dos étoilé de gouttes de pourpre »)
- « qui nec dum salmo nec iam salar » (« toi, truite saumonée, qui n'es pas encore le saumon et n'es plus la truite »).

La correspondance entre Ausone, chrétien modéré, et Paulin de Nole, converti à un christianisme exalté (futur évêque de Nole et futur saint) « est un document d'une importance exceptionnelle tant sur le plan de l'histoire de la société aristocratique de l'Antiquité tardive (vie de grands propriétaires, réaction d'Ausone à la conversio de Paulin) que sur le plan littéraire (abandon de la poésie profane par Paulin, conception de l'amitié épistolaire) ».

### Jugements

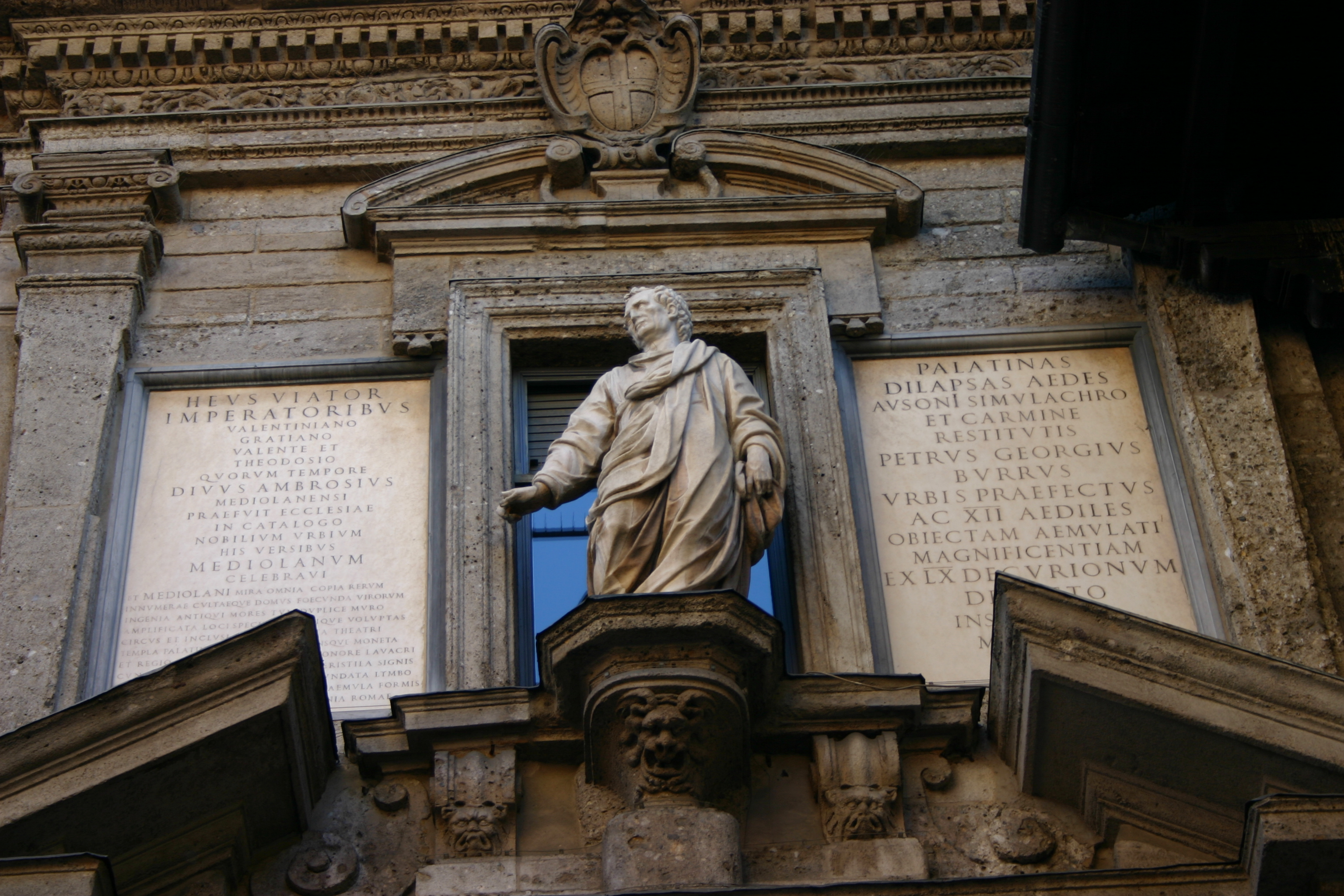
Monument à Ausone à Milan.

Ferdinand Lot estime que « La plupart du temps [Ausone] est ennuyeux et sans originalité », et il cite à l'appui de sa critique René Pichon, auteur d'une célèbre Histoire de la Littérature latine : « Son style, bourré de citations, de plagiats et de pastiches, est celui d'un vieux professeur qui a la tête meublée d'expressions consacrées et qui croit rendre aux auteurs qu'il a si longtemps expliqués un suprême hommage, en pensant et en parlant sans cesse d'après eux… Il déverse dans ses écrits la masse des renseignements hétéroclites qu'il a accumulés pendant ses trente ans de professorat. » Tout ce que F. Lot concède est que « cette érudition indigeste gâte les parties où l'on trouve ce que l'on chercherait vainement chez les classiques : un je ne sais quoi de confiant et de familial ».
Dans la Catholic Encyclopedia, Paul Lejay (1861-1920), membre de l'Académie des inscriptions et belles-lettres, est loin de se montrer aussi sévère :
« Pour juger Ausone à sa juste valeur il faut garder à l'esprit qu'il est le type du professeur du IVe siècle. Certaines de ses œuvres, par conséquent, écrites pour l'enseignement et dans l'esprit de l'enseignement, souvent des traductions du grec, sont sans importance. Versificateur capable de traiter n'importe quel sujet — plus il était difficile et moins il était poétique, mieux c'était — Ausone connaissait par cœur les œuvres de ses prédécesseurs, mais son goût et ses particularités métriques faisaient de lui un disciple des poètes de la nouvelle école (les Neoterici, innovateurs poétiques de l'époque des Sévères) plutôt que des poètes classiques. Dans ce travail, le personnage d'Austin sous lequel il se déguise pour écrire ses lettres à Paulin de Nole constitue une exception par rapport au reste de ses œuvres et est d'ailleurs presque vide d'idées. Il faut expliquer de la même manière l'attitude d'Ausone à l'égard du christianisme. Le paganisme de ses œuvres est un paganisme scolaire, et, si l'on voulait en se fondant sur lui mettre en doute qu'il était un chrétien, à l'inverse sa façon littéraire de traiter la mythologie permettrait de se demander s'il était païen. Mais la prière pascale, et plus encore la prière des « Ephemeris » n'aurait pas pu être l'œuvre d'un païen. Chrétien orthodoxe lorsqu'il priait, il était païen dans ses cours. Voilà pourquoi ses œuvres scolaires peuvent sembler très naturellement païennes. On a dit qu'après l'édit de tolérance de Julien de 361, Ausone a dû renoncer à l'enseignement, mais rien ne le prouve ni ne prouve le contraire, puisque Julien mourut l'année suivante. On suppose que, comme certains de ses contemporains, Ausone est resté catéchumène pendant longtemps. Il est possible qu'il n'ait pas encore été baptisé au moment où nous perdons sa trace, dans le silence et l'obscurité des derniers jours de sa vieillesse. »

### Sa religion
Son appartenance religieuse fait débat. Pierre-Thomas Camelot, professeur à la faculté catholique des lettres de Lille et à la faculté de théologie du Saulchoir écrit dans l’Encyclopædia Universalis : « On a pu se demander si Ausone était païen ou chrétien. Sans doute était-il de ces esprits qui, comme il y en eut beaucoup au IVe siècle dans les milieux cultivés, étaient au fond assez indifférents en matière religieuse, et dont le christianisme ne fut peut-être qu'un opportunisme ». Dans la Revue des Études Anciennes Année 1906 8-4 p. 325-337, Lucien Villani défend au contraire le christianisme d’Ausone tandis que David Amherdt, maître d’enseignement et de recherche à l’université de Fribourg voit simplement en lui un chrétien modéré.

### Liste de ses écrits
En général brefs, les écrits d'Ausone forment une collection d'œuvres variées qu'on peut diviser en plusieurs groupes :
- Épigrammes, 150 poèmes courts sur différents sujets, souvent traduits de l'Anthologie grecque.
- Parentalia, trente panégyriques en vers élégiaques sur des proches décédés, avec de temps en temps quelques expressions de sentiment personnel (vers 379)
- Commemoratio professorum Burdigalensium, une collection sur le modèle de la précédente, éloges des professeurs de Bordeaux, qui donnent une idée d'une université au IVe siècle (après 389).
- Les Idylles réputées pour être la plus belle œuvre de l'auteur et très souvent rééditées. C'est dans cet ensemble que se trouve son célèbre poème« De Mosella » : une description de la Moselle et du pays qu'elle traverse, écrite pendant un voyage de Bingen à Trèves (vers 371). Ce poème présente un certain intérêt, local et archéologique et intéressant pour les connaissances ichtyologiques qu'il renferme [10].
- De charmants poèmes où il parle de Bissula (après 368).[réf. nécessaire]
- Beaucoup de courts poèmes, qu'Ausone a appelés églogues ou « Epyllia » ; prières pour le temps pascal (368) ; « Epicedion » : chant funèbre sur la mort de son père (mort en 378) ; conseils au petit-fils de celui-ci (vers 380) ; « Cupido crucifixus » : description d'une peinture dans une salle à manger de Trèves, qui représentait Cupidon tourmenté en enfer par les femmes qui le poursuivaient sur la terre etc.
- Gratiarum actio dicta domino Gratiano Augusto, dans lequel Ausone exprime en prose ses remerciements pour avoir été nommé consul. Lu à Trèves en 379, il est composé de fleurs de rhétorique et de flatteries conventionnelles.
- Ephemeris, le compte de ses tâches quotidiennes, du matin jusqu'au soir, dont on n'a que des fragments et qui semble destiné à la jeunesse (379). Dans cette œuvre, on trouve une prière du matin, composée d'expressions bibliques, dans laquelle la doctrine de la Trinité est présentée dans des formules détaillées dirigées contre les hérésies de l'époque.
- Vingt-cinq épîtres, en vers la plupart du temps. Les plus intéressantes sont adressées à saint Paulin de Nole (393). Ausone regrette amèrement une conversion qui prive l'État et la littérature du bénéfice d'un esprit si brillant et il essaie de ramener le saint à la vie mondaine de Rome. Cette correspondance nous expose deux idéaux de la vie, il exprime en couleurs claires, les points de vue qui, à ce moment-là étaient en conflit l'un avec l'autre et divisaient la société.- « Præfatiunculæ » : préfaces et envois de poèmes.
- Les épitaphes des Héros qui se trouvèrent à la guerre de Troie.
- Les Césars qui évoquent les empereurs décrits aussi par Suétone.
- Les villes célèbres où il écrit sur Constantinople, Carthage, Antioche, Alexandrie, Trèves, Milan, Capoue, Aquilée, Arles, Lérida, Athènes, Catane, Syracuse, Toulouse, Narbonne et Bordeaux. La partie sur Rome ne compte qu'un seul vers et est probablement incomplète.
- Le jeu des sept sages, daté probablement de 390.
- Les periochae de l'œuvre d'Homère, des résumés de chaque livre de l'Odyssée et de l'Iliade. Leurs authenticité est contestée, le rédacteur est peut-être Fulgence[11] ou un auteur anonyme[12].

L'Histoire littéraire de la France lui consacre un long chapitre.

### Éditions et traductions modernes de ses écrits
- Epigrammata, Venetiis, impressa magistr. Ioanne de Cereto de Tridino alias Tacuini, 1496 pridie idus octobriis.
- Opera, Venice In Ædibus Aldi et Andreæ Soceri, novembre 1517.
- Griphi Ausoniani Enodatio, Paris, venundatur in ædibus Ascensianis, 1522.
- Opera. Adhæc Symmachi, et Pontii Paulini litteræ ad Ausonium scriptæ tum Ciceronis, sulpicæ… veterum carmina nonulla. Burdigalæ (Bordeaux), S. Millanges, 1580.
- Poèmes divers d'Ausone, traduit du latin par Édouard Ducoté, Paris, Librairie de l'Art indépendant, 1897.
- Divers poèmes et lettres :
  - Ausone et Paulin de Nole, Correspondance, Introduction, texte latin, traduction et notes par David Amherdt, Peter Lang, 2004 (Sapheneia, Beiträge zur Klassischen Philologie ; 9), VII et 247 p.[14]

## Hommages
Divers lieux de Bordeaux et de sa région évoquent le souvenir d'Ausone :
- Château Ausone à Saint-Emilion fut baptisé avec le nom du poète en 1592. Le château est à l'emplacement supposé de la villæ Lucaniacum, palais qui appartenait à Ausone par son beau-père.
- L'Institut d'archéologie en sciences de l'Antiquité et du Moyen Âge de l'université Bordeaux-Montaigne est appelé Institut Ausonius[15].
- La rue qui sépare la grande école « Sciences Po Bordeaux » de la faculté d'excellence de droit de l'université de Bordeaux porte le nom d'allée Ausone, tout comme la lettre d'information de Science Po.
- Une station de l'extension de la ligne C du réseau de tramways de Bordeaux porte son nom.
- Le collège de Bazas et un collège du Bouscat ont été nommés « collège Ausone ».
- Une salle de conférence de la librairie Mollat à Bordeaux porte également le nom de « Station Ausone »[16].

Le lycée français de Trèves portait le nom de « lycée Ausone », mais il a fermé lors du retrait des forces françaises en Allemagne.